# Fidonia albida
Fidonia albida är en fjärilsart som beskrevs av Charles E. Rungs 1948. Fidonia albida ingår i släktet Fidonia och familjen mätare. Inga underarter finns listade i Catalogue of Life.